# Koprulu (StarCraft)
Pour les articles homonymes, voir Koprulu.
Le secteur de Koprulu est l’endroit fictif où se déroulent majoritairement les histoires des livres et jeux de l’univers fictif de StarCraft. 
Situé dans la Voie lactée, ce secteur, en partie occupé par la race extraterrestre des Protoss à partir d'environ 1500, a par la suite été colonisé par les Terrans, des prisonniers exilés de la planète Terre arrivés en 2231. Au XXVe siècle, une brusque invasion du peuple des Zergs dans le secteur amène les Protoss à intervenir en 2499, conduisant à une série de guerres entre les trois espèces.

## Principales planètes
Ce tableau répertorie par ordre alphabétique les planètes majeures du secteur Koprulu. Au début de la saga StarCraft, les planètes en rouges appartiennent aux Terrans, les bleus aux Protoss et les violettes aux Zergs.
| Nom                             | Paysage                       | Affiliation                     | Référence |
| ------------------------------- | ----------------------------- | ------------------------------- | --- |
| Agria                           | Forêts et jungles             | Terran jusqu'en 2504 puis Zerg  | Mission L'évacuation de Wings of Liberty |
| Aiur                            | Jungles                       | Protoss jusqu'en 2500 puis Zerg | Page 11 de StarCraft II:Wings of Liberty - Guide de démarrage et mission Echos de l'avenir de Wings of Liberty.                                                                           |
| Antiga Prime                    | Ravines                       | Terran                          | Page 9 de StarCraft II:Wings of Liberty - Guide de démarrage. |
| Bel'Shir                        | Jungles                       | Protoss                         | Mission L'enfer vert de Wings of Liberty. |
| Braxis                          | Glaciers                      | Terran jusqu'en 2504 puis Zerg  | Page 12 de StarCraft II:Wings of Liberty - Guide de démarrage. |
| Castanar                        | -                             | Terran                          | Mission Lever le voile de Wings of Liberty. |
| Char                            | Volcans                       | Terran jusqu'en 2500 puis Zerg  | Page 10 de StarCraft II:Wings of Liberty - Guide de démarrage et mission Aux portes de l'enfer, Dans les entrailles de la bête et Le feu du ciel et Quitte ou double de Wings of Liberty. |
| Chau Sara                       | Ravines                       | Terran                          | Page 9 de StarCraft II:Wings of Liberty - Guide de démarrage. |
| Dylar IV                        | Déserts                       | Terran                          | Page 12 de StarCraft II:Wings of Liberty - Guide de démarrage. |
| Havre (Haven)                   | Forêts, rivières et océans    | Terran                          | Missions Havre de paix et La chute de Havre de Wings of Liberty. |
| Kaldir                          | Glaciers                      | Protoss                         | Missions Moisson d'âmes de Heart of the Swarm. |
| Korhal                          | Cités et déserts              | Terran                          | Page 9 de StarCraft II:Wings of Liberty - Guide de démarrage et mission Bombe médiatique de Wings of Liberty.                                                                             |
| Mar Sara                        | Friches, montagnes et déserts | Terran jusqu'en 2504 puis Zerg  | Page 9 de StarCraft II:Wings of Liberty - Guide de démarrage et mission La libération, Hors-la-loi et L'heure H de Wings of Liberty.                                                      |
| Meinhoff                        | Lunaires                      | Terran                          | Mission Le casse du siècle de Wings of Liberty. |
| Monlyth                         | Lunaires                      | Protoss jusqu'en 2504 puis Zerg | Mission Infestation de Wings of Liberty. |
| Moria                           | Ravines                       | Terran                          | Page 9 de StarCraft II:Wings of Liberty - Guide de démarrage. |
| Neo-Folsom (New Folsom)         | Volcans                       | Terran                          | Mission La grande évasion de Wings of Liberty. |
| Phaéton                         | Volcans                       | Zerg                            | Mission Rendez-vous de Heart of the Swarm. |
| Pierre-rouge III (Redstone III) | Volcans                       | Terran jusqu'en 2504 puis Zerg  | Mission Le jardin du diable de Wings of Liberty. |
| Quadrant Sigma                  | Zone galactique               | -                               | Missions Au plus noir de la nuit et Dans la gueule du vide de Wings of Liberty. |
| Shakuras                        | Déserts                       | Protoss                         | Page 11 de StarCraft II:Wings of Liberty - Guide de démarrage. |
| Shiloh                          | Plaines, savanes et toundras  | Terran                          | Roman Les Diables du Ciel. |
| Tarsonis                        | Friches                       | Terran jusqu'en 2500 puis Zerg  | Page 9 de StarCraft II:Wings of Liberty - Guide de démarrage et mission La bataille du rail de Wings of Liberty.                                                                          |
| Typhon XI                       | Friches                       | Protoss                         | Mission Supernova de Wings of Liberty. |
| Tyrador VIII                    | -                             | Terran                          | Mission Le facteur Möbius de Wings of Liberty. |
| Ulaan                           | -                             | Zerg                            | Mission Murmures du destin de Wings of Liberty. |
| Umoja                           | Ravines                       | Terran                          | Page 9 de StarCraft II:Wings of Liberty - Guide de démarrage. |
| Valhalla                        | Lunaires                      | Terran                          | Mission Odin le destructeur de Wings of Liberty. |
| Xil                             | Friches                       | Protoss                         | Mission Les fouilles de Wings of Liberty. |
| Zerus                           | Jungles                       | Zerg                            | Missions Réveiller l'Ancien, Le creuset et Suprême de Heart of the Swarm. |
| Zhakul                          | -                             | Protoss                         | Mission Tournant funeste de Wings of Liberty. |

## Astéroïdes habités
| Nom                              | Paysage   | Affiliation | Référence                                      |
| -------------------------------- | --------- | ----------- | ---------------------------------------------- |
| Avernus                          | Astéroïde | Terran      | Mission La fantôme menace de Wings of Liberty. |
| Le roc du mort (Dead Man's Rock) | Astéroïde | Terran      | Mission Traquenard de Wings of Liberty.        |
| XT39323                          | Astéroïde | Terran      | Mission Retour en selle de Heart of the Swarm. |